# جان هاوورث
جان هاوورث (بالإنجليزية: Jann Haworth)‏ هي رسامة أمريكية، ولدت في 1942.